# Simoca

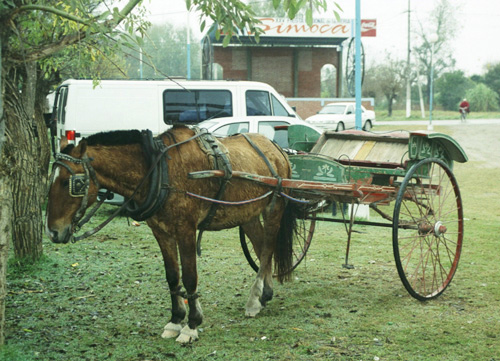
Sulkys in Simoca

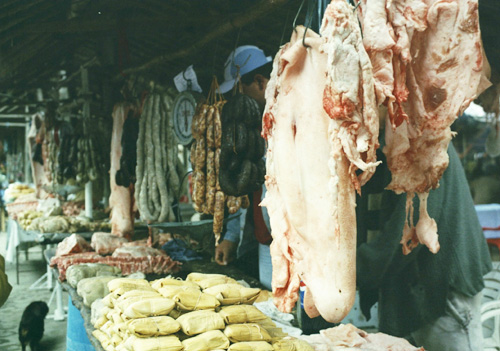
Markt in Simoca

Simoca ist die Hauptstadt des gleichnamigen Departamento Simoca in der Provinz Tucumán im Nordwesten Argentiniens. Simoca hat 8.351 Einwohner (2010, INDEC) und liegt 52 Kilometer von der Provinzhauptstadt San Miguel de Tucumán entfernt.

## Wirtschaft
Simoca ist ein ländliches Zentrum, dessen Hauptanbauprodukt das Zuckerrohr ist. Darüber hinaus sind die Schweinemast und die Verarbeitung des Schweinefleisches wichtige Wirtschaftsfaktoren. Auf dem überregional bekannten Markt kann man Schweinefleisch und auch lebende Schweine kaufen. Es heißt, dass diese Markttradition bis in die Gründerjahre des Ortes zurückgeht.

## Feste
- Fiesta de la Feria de Simoca. Das Marktfest, zum ersten Mal im Juli 1980 ausgetragen, ist ein Fest zur Pflege der Traditionen des Nordwestens, einschließlich der gastronomischen Tradition und sehr beliebt bei argentinischen Touristen aus anderen Regionen des Landes.
- Festival Nacional del Sulky. Die Sulkys gehören noch heute zum Stadtbild von Simoca, vor allem am Markttag, dem Samstag. Seit 1973 wird alljährlich das Sulky-Festival im Stadion Club Unión Simoca ausgetragen.